# Jelle Vanendert
Jelle Vanendert (* 19. Februar 1985 in Neerpelt) ist ein ehemaliger belgischer Radrennfahrer.

## Sportliche Laufbahn
Jelle Vanendert begann seine Karriere 2004 bei dem belgischen Radsportteam Jartazi Granville. Von 2005 bis 2007 fuhr er für das Continental Team Bodysol-Win for Life-Jong Vlaanderen. Beim Flèche Ardennaise wurde er 2005 Vierter. 2006 gewann er das belgische Eintagesrennen GP Waregem. Bei den Straßen-Radweltmeisterschaften in Salzburg wurde Vanendert im Straßenrennen der U23-Fahrer Fünfter. 2008 gehörte Vanendert zum französischen Team Française des Jeux, für das er mit der Vuelta a España seine erste große Rundfahrt absolvierte. Ab 2009 fuhr er für Silence Lotto bzw. Omega Pharma-Lotto und nahm unter anderem an allen drei Grand Tours teil.
Bei der Tour de France 2011 attackierte Vanendert auf der 12. Etappe nach Luz Ardiden gemeinsam mit Samuel Sánchez, musste den Spanier kurz vor dem Ziel aber ziehen lassen und wurde Zweiter. Auf der 14. Etappe nach Plateau de Beille konnte er sich von der Favoritengruppe absetzen, während diese sich belauerte, und errang den Etappensieg vor Sánchez. In der Folge trug er vier Tage lang das Gepunktete Trikot für den Führenden in der Bergwertung. Die Tour beendete er auf dem 20. Platz in der Gesamtwertung und dem dritten Platz in der Bergwertung. Dies war seine beste Platzierung bei insgesamt elf Teilnahmen bei den großen Landesrundfahrten.
2012 und 2014 verpasste er mit dem jeweils zweiten Platz beim Amstel Gold Race knapp einen weiteren Erfolg auf der UCI WorldTour. Erst in der Saison 2018 konnte er mit dem Gewinn der vierten Etappe der Belgien-Rundfahrt einen weiteren Sieg erringen, zudem erzielte er mit dem zweiten Gesamtrang das beste Ergebnis seiner Karriere bei einer Rundfahrt.
Nach elf Jahren Zugehörigkeit zur Lotto Soudal verließ Vanendert zur Saison 2020 das Team und wurde Mitglied bei Bingoal WB für zwei Jahre, in denen er ohne zählbare Erfolge blieb. Nach der Saison 2021 beendete er im Alter von 36 Jahren seine Karriere als Radrennfahrer.

## Familie
Sein jüngerer Bruder Dennis Vanendert und sein Cousin Roy Sentjens waren ebenfalls als Radrennfahrer aktiv.

## Erfolge
2006
- GP Waregem
- eine Etappe Ronde de l’Isard

2007
- De Vlaamse Pijl

2011
- eine Etappe Tour de France

2018
- eine Etappe Belgien-Rundfahrt

## Platzierungen bei den Grand Tours
| Grand Tour            | 2008 | 2009 | 2010 | 2011 | 2012 | 2013 | 2014 | 2015 | 2016 | 2017 | 2018 | 2019 |
| --------------------- | ---- | ---- | ---- | ---- | ---- | ---- | ---- | ---- | ---- | ---- | ---- | ---- |
| Giro d’ItaliaGiro     | −    | DNF  | −    | −    | −    | −    | −    | −    | 92   | −    | −    | DNF  |
| Tour de FranceTour    | −    | −    | −    | 20   | 29   | −    | –    | −    | −    | −    | DNF  | –    |
| Vuelta a EspañaVuelta | 101  | −    | DNF  | −    | DNF  | DNF  | −    | 82   | −    | −    | −    | –    |